# Flor de María Vega Zapata
Flor de María Vega Zapata est une magistrate, coordonnatrice nationale des procureurs de l'environnement au Pérou. Elle dirige une équipe de procureurs chargés d'enquêter et de poursuivre les organisations criminelles transnationales impliquées dans les activités criminelles, estimées à plusieurs milliards de dollars, liées à l'exploitation minière illégale et à l'exploitation forestière illégale. Malgré les menaces de ces organisations criminelles ainsi que les intérêts politiques et économiques en place, elle a réuni les organismes péruviens d'application des lois environnementales afin de perturber les activités minières illégales, ce qui a entraîné 500 opérations contre des mineurs illégaux, rien qu'en 2016. Elle reçoit, le 7 mars 2019, le prix international de la femme de courage, remis par Melania Trump, première dame des États-Unis et Mike Pompeo, secrétaire d'État des États-Unis.